# Гаркер-Гайтс (Техас)
Гаркер-Гайтс (англ. Harker Heights) — місто (англ. city) в США, в окрузі Белл штату Техас. Населення — 33 097 осіб (2020).

## Географія
Гаркер-Гайтс розташований за координатами 31°3′24″ пн. ш. 97°38′39″ зх. д. / 31.05667° пн. ш. 97.64417° зх. д. (31.056708, -97.644221).  За даними Бюро перепису населення США в 2010 році місто мало площу 39,44 км², з яких 39,31 км² — суходіл та 0,13 км² — водойми.

## Демографія
Згідно з переписом 2010 року, у місті мешкало 26 700 осіб у 9488 домогосподарствах у складі 7139 родин. Густота населення становила 677 осіб/км².  Було 10347 помешкань (262/км²).
Расовий склад населення:
| - 62,9 % — білих - 20,0 % — чорних або афроамериканців - 3,9 % — азіатів - 1,0 % — корінних американців - 0,9 % — вихідців з тихоокеанських островів - 5,3 % — осіб інших рас |

До двох чи більше рас належало 6,2 %. Частка іспаномовних становила 18,4 % від усіх жителів.
За віковим діапазоном населення розподілялося таким чином: 30,5 % — особи молодші 18 років, 62,3 % — особи у віці 18—64 років, 7,2 % — особи у віці 65 років та старші. Медіана віку мешканця становила 31,6 року. На 100 осіб жіночої статі у місті припадало 97,5 чоловіків;  на 100 жінок у віці від 18 років та старших — 93,2 чоловіків також старших 18 років.
Середній дохід на одне домашнє господарство  становив 78 071 долар США (медіана — 64 494), а середній дохід на одну сім'ю — 86 969 доларів (медіана — 75 526). Медіана доходів становила 50 494 долари для чоловіків та 38 317 доларів для жінок. За межею бідності перебувало 17,1 % осіб, у тому числі 24,9 % дітей у віці до 18 років та 6,3 % осіб у віці 65 років та старших.
Цивільне працевлаштоване населення становило 10 337 осіб. Основні галузі зайнятості: освіта, охорона здоров'я та соціальна допомога — 24,7 %, роздрібна торгівля — 15,6 %, публічна адміністрація — 12,4 %, науковці, спеціалісти, менеджери — 10,7 %.